# Graptoliti
Graptoliti (Graptolithina) jsou vyhynulí mořští polostrunatci. Jsou děleni na dva řády Dendroidea (zde se jedná o benticky žijící formy) a Graptoloidea (zde se jedná o planktonní formy). První z graptolitů se objevili už ve středním kambriu (přibližně před 500 mil. let, řád Dendroidea) a poslední kolonie graptolitů žily v karbonu (asi před 320 mil. let a opět řád Dendroidea).

## Dendroidea
S dendroidy se setkáváme jako se sesilním bentosem (žijící přisedle na mořském dně). Ovšem jejich larvy jsou planktonní. Z nich se nejspíše v období ordoviku odštěpil druhý řád graptolitů, tzv. Graptoloidea (někdy se označují jako praví graptoliti).

## Graptoloidea
Tento řád vznikl v období ordoviku a zanikl ve středním devonu. Byť žil daleko kratší dobu než jeho nejbližší příbuzný, pro stratigrafii je důležitý, protože tyto planktonní formy prodělávaly velice rychlou evoluci.

## Stavba těla
Jejich tělo bylo složeno pouze z měkkých tkání. Celá jejich kolonie se označuje jako rhabdosom (tubárium) a dělí se na jednotlivé celky. Celá kolonie vyrůstala z jedné prvokomůrky označované jako sikula, v níž žije sikulozooid, ze kterého postupným klonováním vznikají další téky, které jsou obývány zooidy. Dále je možné vidět nema, které je protkáno celou kolonií a je pevně, ale zároveň pružně připevněno k celé kolonii. Jednotlivý zooidi staví své komůrky (téky) z fuzelárních článků, což si lze představit jako půlprstence, které do sebe zapadají a posléze jsou zpevněny takzvanou kortikální bandáží, kterou nanáší zooid na povrch sikuly. Tuto kortikální bandáž si lze představit jako postupně tuhnoucí sádrový obvaz, který zooid vylučuje pomocí jeho ústního otvoru. Na rhabdosom můžeme pozorovat dva typy fuzelárních článků.
Zooidi byli k celé kolonii přichyceni pomocí stolonu, což je pevné a pružné vlákno, které zooidům umožňovalo pohyb po povrchu rhabdosomu a hlavně jeho bezpečný návrat zpět do jeho téky. Přirovnat to můžeme k pohybu kosmonautů po povrchu vesmírné stanice. Jejich přesnou stavbu bohužel neznáme, ale usuzuje se, že byla podobná jako dnešní dvojžábřík (Rhabdopleura).